# Michael Klaukien

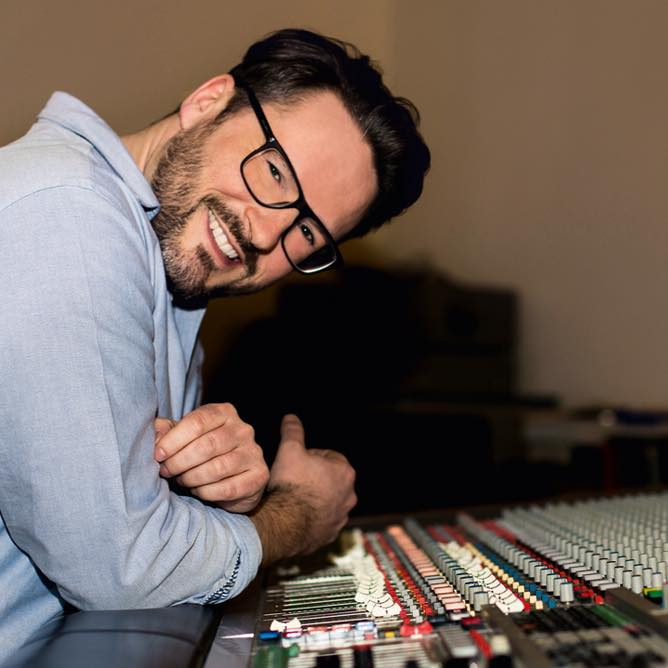
Filmkomponist Michael Klaukien (2016)

Michael Klaukien (* 9. September 1974 in Köln) ist ein deutscher Filmkomponist und Musikproduzent. Er spielt Schlagzeug und Klavier.

## Leben
Klaukien studierte an der Musikhochschule Köln im Bereich Künstlerische Instrumental Ausbildung und erhielt 2002 sein Diplom. Daneben spielte er Schlagzeug in Bands der unterschiedlichsten Genres. Als Filmkomponist schrieb er u. a. die Musik für mehrere Folgen der ARD Tatort Reihe darunter „Tango für Borowski“, „Hilflos“, „Adams Alptraum“ (Regie: Hannu Salonen), den Event-Mehrteiler „Die Patin“ mit Veronica Ferres (Regie: Miguel Alexandre), für Komödien wie „Kleine Schiffe“ mit Katja Riemann und Aylin Tezel (Regie: Matthias Steurer), so wie für Märchenverfilmungen der ARD z. B. „Aschenputtel“ und „Hänsel und Gretel“ (Regie: Uwe Janson), aber auch für vielfach ausgezeichnete Dokumentarfilme wie z. B. „Sommer ’39“ von Mathias Haentjes. Zusammen mit Andreas Lonardoni arbeitet er bis zu dessen Tod 2018 als Komponisten- und Produzententeam  miramusic.
Michael Klaukien lebt in der Nähe von Köln.

## Nominierungen und Preise (Auswahl)
- Oktoberfest 1900: Preisträger des Deutschen Fernsehpreis 2021 in der Kategorie Beste Musik Fiktion[2]
- Kleine Schiffe: für den Jupiter-Award 2014 nominiert.
- Das Mädchen mit den Schwefelhölzern: nominiert für den Grimme-Preis 2014.
- Die Olympia-Intrige: für den Grimme-Preis 2012 nominiert.
- Die Patin – Kein Weg zurück: Nominierung für den Deutschen Fernsehpreis 2009 als bester Mehrteiler.
- Sommer 1939: World Media Award in Gold

## Werke
Filmmusik, komponiert und produziert von Michael Klaukien (und Andreas Lonardoni bis 2018).
- 2001: Tatort: Verhängnisvolle Begierde, Regie: Michael Lähn
- 2002: Tatort: Zartbitterschokolade, Regie: Erhard Riedelsperger
- 2003: Tochter meines Herzens, Regie: Dietmar Klein
- 2003: Tatort: Die Liebe und ihr Preis, Regie: Erhard Riedelsperger
- 2007: Der Tod meiner Schwester, Regie: Miguel Alexandre
- 2007: Commissario Laurenti – Tod auf der Warteliste, Regie: Hannu Salonen
- 2007: Commissario Laurenti – Der Tod wirft lange Schatten, Regie: Hannu Salonen
- 2008: Die Patin – Kein Weg zurück, Dreiteiliger Event-Movie, Regie: Miguel Alexandre
- 2008: Qi, auf den Spuren chinesischer Heilkunst, Dokumentarfilm, Regie: Solveig Klaßen
- 2009: Woran dein Herz hängt, Regie: Donald Kraemer.
- 2009: Tatort: Tango für Borowski, Regie: Hannu Salonen
- 2009: Tatort: Hilflos, Regie: Hannu Salonen
- 2009: Sommer 1939, Dokumentarfilm, Regie: Mathias Haentjes, Nina Koshofer
- 2010: Des Kaisers neue Kleider, nominiert für goldenen Spatz 2011, Regie: Hannu Salonen
- 2010: Sind denn alle Männer Schweine?, Regie: Sophie Allet-Coche
- 2011: Aschenputtel, Regie: Uwe Janson
- 2011: Die 6. Armee – Der Weg nach Stalingrad, Dokumentarfilm, Regie: Heinrich Billstein
- 2011: Die Olympia Intrige: Das Doppelleben der Dora Ratjen, Dokumentarfilm, Regie: Eric Friedler
- 2011: Håkan Nesser – Verachtung, Regie: Hannu Salonen
- 2011: Weißes Blut, Kino-Dokumentarfilm, Regie: Regine Dura
- 2011: Fremde Heimat – Das Schicksal der Vertriebenen nach 1945, Doku., Regie: Erika Fehse, Henning Burk
- 2012: Der Kriminalist – Des Königs Schwert, Regie: Hannu Salonen
- 2012: Der Kriminalist – Todgeweiht, Regie: Hannu Salonen
- 2012: Der Kriminalist – Der Sobottka Clan, Regie: Hannu Salonen
- 2012: Hänsel und Gretel, Regie: Uwe Janson
- 2012: Winter 42/43 – Kriegswende, Regie: Mathias Haentjes, Nina Koshofer
- 2012: Verloren auf Borneo, Regie: Ulli Baumann
- 2012: Der Sturz – Honeckers Ende, Dokumentarfilm, Regie: Eric Friedler
- 2012: Tatort: Verschleppt, Regie: Hannu Salonen
- 2013: Wir vor 100 Jahren, 5-teilige Living-History-Doku., Regie: Mathias Haentjes.
- 2013: The Tundra Tale, Kino-Dokumentarfilm, Regie: René Harder
- 2013: Kleine Schiffe, nominiert für den Jupiter-Award 2014, Regie: Matthias Steurer
- 2013: Das Mädchen mit den Schwefelhölzern, nominiert für den Grimme Sonderpreis Kultur  2014, Regie: Uwe Janson
- 2013: Tatort: Scheinwelten, Regie: Andreas Herzog
- 2013: Tatort: Melinda, Regie: Hannu Salonen
- 2013: Der Kriminalist – Puppenspieler, Regie: Christian Görlitz
- 2013: Der Kriminalist – Tod im Paradies, Regie: Christian Görlitz
- 2014: Die Schlikkerfrauen, Regie: Uwe Janson
- 2014: Sechse kommen durch die ganze Welt, Regie: Uwe Janson
- 2014: Brezeln für den Pott, Regie: Matthias Steurer
- 2014: Immer wieder anders, Regie: Matthias Steurer
- 2014: Tatort: Adams Alptraum, Regie: Hannu Salonen
- 2014: Frühjahr ’45, Dokumentarfilm, Regie: Mathias Haentjes
- 2014: Der Kriminalist – Verlorenes Glück, Regie: Christian Görlitz
- 2014: Der Kriminalist – Ums Leben betrogen, Regie: Christian Görlitz
- 2014: Der Kriminalist – Checker Kreuzkölln, Regie: Christian Görlitz
- 2015: 600 PS für zwei, Regie: Sophie Allet-Coche.
- 2015: Vares – Sheriffi, Kinofilm Finnland, Regie: Hannu Salonen
- 2015: Vier kriegen ein Kind, Regie: Matthias Steurer
- 2015: Ein Fall für zwei – Die chinesische Mauer, Regie: Hannu Salonen
- 2015: Ein Fall für zwei – Grüne Soße, Regie: Hannu Salonen
- 2015: Die Salzprinzessin, Regie: Zoltan Spirandelli
- 2016: Der Zürich-Krimi – Borcherts Fall, Regie: Matthias Steurer
- 2016: Der Zürich-Krimi – Borcherts Abrechnung, Regie: Carlo Rola
- 2017: Zwei Bauern und kein Land
- 2017: Zwischen Himmel und Hölle
- 2018: Der Zürich-Krimi: Borchert und die letzte Hoffnung
- 2018: Der Zürich-Krimi: Borchert und die Macht der Gewohnheit
- 2019: Herr und Frau Bulle: Totentanz
- 2020: Der Zürich-Krimi: Borchert und die tödliche Falle
- 2020: Oktoberfest 1900 (Fernsehserie)
- 2020: Der Zürich-Krimi: Borchert und der Tote im See
- 2020: Der Zürich-Krimi: Borchert und der fatale Irrtum
- 2021: Der Zürich-Krimi: Borchert und die Zeit zu sterben
- 2021: Der Zürich-Krimi: Borchert und der Mord im Taxi
- 2021: Der Zürich-Krimi: Borchert und der eisige Tod
- 2021: Ostfriesenangst
- 2021: Der Rebell – Von Leimen nach Wimbledon
- 2021: Das Weiße Haus am Rhein
- 2022: Der Zürich-Krimi: Borchert und die bittere Medizin
- 2022: Der Zürich-Krimi: Borchert und das Geheimnis des Mandanten
- 2022: Der Zürich-Krimi: Borchert und die dunklen Schatten
- 2022: Kommissarin Lucas – Goldrausch
- 2023: Kommissarin Lucas – Du bist mein
- 2024: Führer und Verführer
- 2025: Oktoberfest 1905